# 翠星のガルガンティア ONLINE FLEET
『翠星のガルガンティア ONLINE FLEET』（すいせいのガルガンティア オンラインフリート）は、アートディンクが開発し、DMM.comより配信されていたブラウザゲーム。運営期間は2014年8月26日 - 2015年12月17日。

## 概要
2013年に放映されたテレビアニメ『翠星のガルガンティア』を題材とした船団都市育成シミュレーションゲームで、プレイヤーが船団長となり探索や戦闘を行いながら船及び都市をより大きく発展させていくゲームである。2015年7月27日に『翠星のガルガンティア THE NEW VOYAGE』にリニューアルされた。同年12月17日をもってサービス終了。

## ゲーム内容

### 船団
このゲームの主目標は船団を大きくしていくことである。プレイヤーは船団長であり、ゲームスタート時に船団の中心となる司令船と戦闘に関わる護衛長船の二隻のみを与えられる。人口を増やすために住居船を作り、食料を得る為に漁業船を作り、資材確保のために工業船を作り………と言った流れでゲームが進行していく。経験値を得ることで船団のレベルが上がり、管理出来る船団の規模も大きくなる。
船の新造にはGCと呼ばれるゲーム内通貨、食料、鋼材とレアメタルが必要になる。加えて新造には「建造コア」が必要となる。この建造コアはミッション達成報酬として貰える他、海域攻略により入手することが出来る。また、GCを使えば交易による入手も可。必要資材条件を満たせば船の新造が可能で、建造には多少の時間を要する。
各船は建造後、「強化」によるレベルアップで各船の能力を上げることが出来る。例えば住居船の場合は住民の収容能力が向上する。この強化にも新造同様に資材と時間が必要になるが「建造コア」は不要である。但し、一定レベルを超える為には「強化コア」が必要となる場合がある。こちらも「建造コア」と同様に入手できる。

### 探索航海
船団はAPを消費して探索航海をすることにより新たなアイテムやカード(後述)、経験値を手に入れる事ができる。各マスに入ることでイベントが発生する事がある。
探索航海の主な目的はお宝を見つけることであり、マス目上でお宝を見つけた場合はそのまま取得可能だがサルベージポイントを見つけた場合は船団にサルベージ船が居る場合のみお宝を得ることが出来る。また、サルベージは失敗することもありその場合は取得失敗となる。更に、魚群を見つけた場合はサルベージ同様、船団に居る漁業船を使って食料を得ることが出来る。こちらは失敗しない。
探索航海には護衛長船が付き添い、この護衛長船には体力が存在する。この体力は戦闘やマス目のトラップにより減少したり、マス目の回復地点で回復することが出来る。探索航海が終われば自動的に体力は全快となる。護衛長船の体力が無くなってしまうとその海域で得たお宝は全てロストする。
また、エリアボスとの戦闘を行わずに海域を出た場合も同様に全ロストとなる。

### 戦闘
戦闘には護衛長船が中心となり行われる。強化によりレベルが上がると戦闘時に随伴する味方艦艇が増え、護衛長船の体力も増加する。
プレイヤーはゲーム内で入手出来るカードを最大五枚まで組んだデッキを使い戦闘を行う。カード自体の能力やスキルに加えて、探索航海時に選んだ他プレイヤーの支援を使いながら戦闘は行われる。重要なのは体力と能力値でありこれにより勝敗が決まる。

### デッキ
プレイヤーは最大五枚で組んだ戦闘デッキの他に、五賢人と呼ばれる支援用デッキを使用できる。戦闘デッキは探索航海と他プレイヤーとの演習でのみ使われるが五賢人は戦闘の支援の他、船団に対して様々な効果を発揮する。

### エピソード
ゲームのメインとなる箱庭的な船団育成パートの他にストーリーを読み進めるノベルパートがあり（探索や任務報酬で手に入るエピソードポイントを消費する）、原作アニメのストーリーとゲームオリジナルのストーリーが用意されている。なおプレイヤー船団はガルガンティア船団と同盟関係（事実上の保護下）にあり、時折原作キャラクターがプレイヤー船団を訪れたり、ノベルパートでは原作キャラクターとオリジナルキャラクターとの絡みも見られる。

### オリジナルキャラクター
船団長
プレイヤーの分身。キャラクター名と船団名はプレイヤーが任意に決める事が出来る。何事にも経験不足で、イザベラに叱咤される日々を送っている。なお船団がサルベージ作業を行う際にはユンボロやクレーンの操縦などの肉体労働を担当している。
イザベラ（声：瀬戸麻沙美）
プレイヤーの補佐を務める少女。非常に有能な女性で、プレイヤー船団の運営はほとんど彼女の働きで回っている。普段は常に敬語を使い丁寧な物腰ながら、その実は海賊相手に一歩も引かないほど気が強い。プレイヤーに対しては期待の大きさのあまり接し方がいささか厳しい。サーフカイトの腕前はプロのメッセンジャーにも劣らない。
ジェラール（声：佐藤拓也）
プレイヤー船団の護衛長を務める青年。自信過剰なところがあるものの責任感の強い紳士で、自身の欠点を反省する事も出来る好人物。ガルガンティア船団のウォーム護衛船団長を師と慕っている。プレイヤーに対してはその努力を認めており、イザベラが鞭ならばジェラールは飴のように接する。
エルネスト（声：赤羽根健治）
プレイヤー船団の修理工頭を務める青年。何よりも機械いじりが好きな根っからのエンジニア。丁寧な仕事ぶりで船団住民からの評価が高い。ただの修理に留まらず、新型のユンボロや船のパーツを発明する事もある。ウィルとの約束によりユンボロバトルのチャンピオンとして君臨し続ける事を誓った。
ロザリンド（声：豊口めぐみ）
プレイヤー船団に随行しロザリンド商店を営む少女。明るく人懐こい女性だが、商人らしくがめついところもある。「信用第一、ぼったくりはしない」「商売人は死ぬまで笑顔」がモットー。交易船で他船団へ交易に出かける事もある。
クロード（声：江口拓也）
プレイヤーに一方的なライバル宣言をしているクロード無敵船団の船団長を務める青年。善人だが個性的すぎる性格のため方々で不審人物扱いされている。
アリーセ（声：折笠富美子）
プレイヤー船団が海底古代遺跡からサルベージしたコールドスリープポッドの中で眠っていた幼い少女。初めは言葉が通じず困っていたが、チェインバーの通訳で名前や記憶喪失になっている事が判明し、とりあえずプレイヤー船団に保護されて暮らす事になる。
ウィル　（声：松岡禎丞）
エルネストとユンボロ同士でバトルするユンボロバトルで出会ったエンジニア。攻撃こそ全てと攻撃偏重型の特異なユンボロに改造しては毎回チャンピオンに敗れ続けている。エルネストに毎回アドバイスめいた発言を繰り返していた。だが、ガルガンティアから去り旅立つと内緒で決めており、最後のユンボロバトルとしてエルネストと共同で改造を行うことになった。訓練の際にケガをしてしまい、搭乗できなくなってしまったが、船団長が乗ることにより見事チャンピオンに勝利、いつか再びガルガンティアに戻ってきた際には、エルネストと再戦をすることを誓いガルガンティアから旅立った。
ベアトリクス
クロード船団の新たな仲間として加わった風呂船のオーナーである。グラマーなため、船団長の目をくぎ付けにした。クロードが覗きを行ったため、（プロレス的な意味の）マッサージで厳しく罰した。

## 先行特典、その他
正式サービス開始以前に登録した上で、正式サービス開始後一週間以内にログインしたプレイヤーに特典が配られた他、 ミニゲーム「翠星のガルガンティア」～キミと届けるメッセージ～をクリアすることにより翠星のガルガンティア ONLINE FLEETで使えるシリアルコードを得ることができる。
シリアルコードは三種類あり三種のエンディングによりそれぞれ内容が変化する。
配布期間は以下の通り。
- シリアルコード
  - 配布終了日時:2014年9月16日 15:00迄
  - 受付終了日時:2014年10月2日 15:00迄